# Dorfkirche Libbenichen

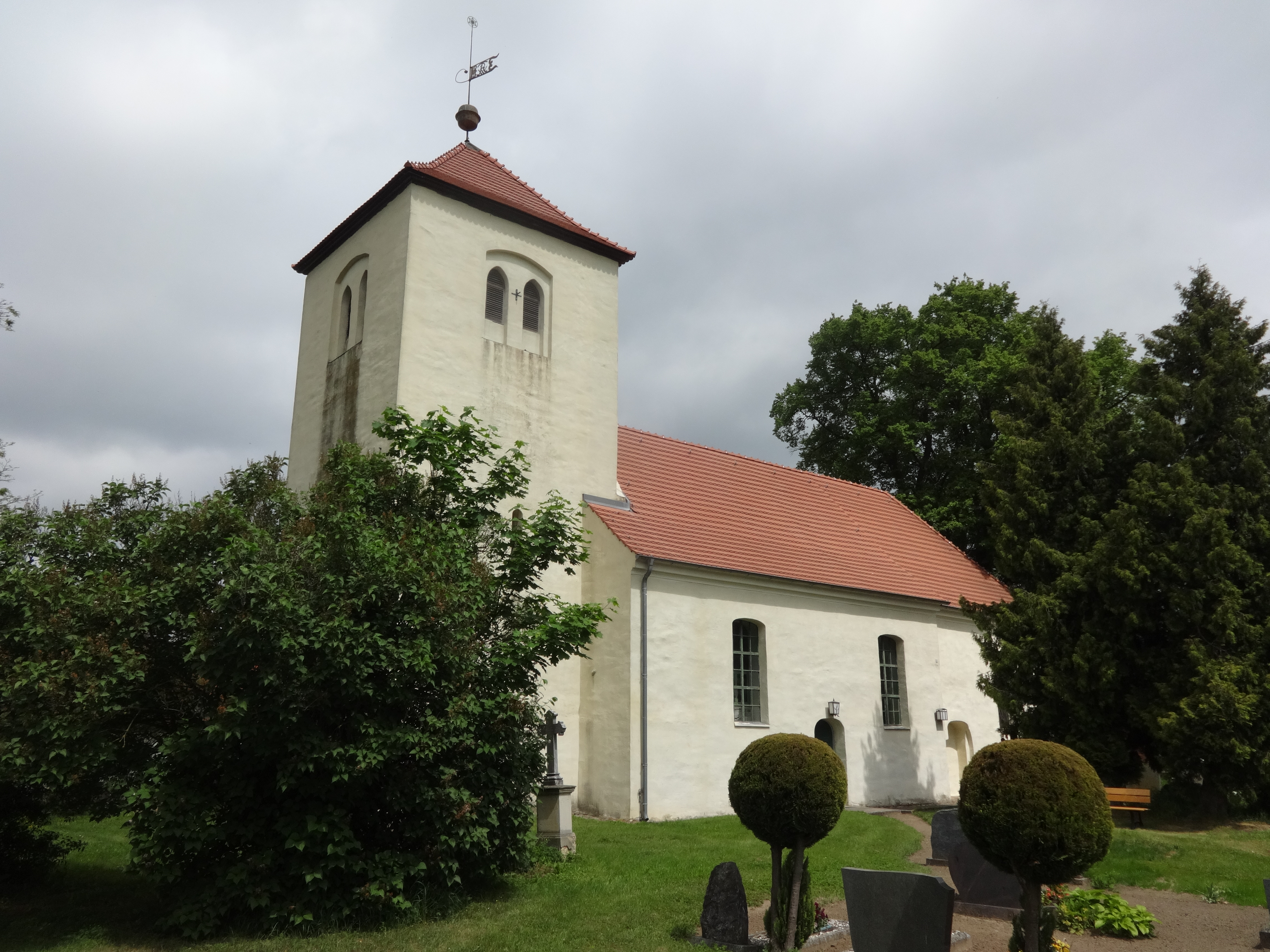
Dorfkirche Libbenichen

Die evangelische Dorfkirche Libbenichen ist eine barocke Saalkirche in Libbenichen, einem Ortsteil der Gemeinde Lindendorf im Landkreis Märkisch-Oderland im Land Brandenburg. Sie gehört zum Evangelischen Pfarramt Mallnow im Pfarrsprengel Mallnow-Podelzig im Kirchenkreis Oderland-Spree der Evangelischen Kirche Berlin-Brandenburg-schlesische Oberlausitz.

## Lage
Die Gemarkung von Libbenichen erstreckt sich als Dorfanger in West-Ost-Ausrichtung und wird durch die Bundesstraße 167 im östlichen Bereich in Nord-Süd-Richtung durchquert. Von ihr führt die Otto-Grotewohl-Straße in westlicher Richtung zum historischen Dorfanger. Dort befindet sich die Kirche auf einer Anhöhe nördlich der Straße. Im Norden und Osten führt die Lindenstraße an dem Bauwerk vorbei, das durch eine Mauer aus Feldsteinen eingefriedet ist.

## Geschichte
Der Sakralbau wurde im Jahr 1736 auf den Resten eines mittelalterlichen Vorgängerbaus errichtet. Über Art und Umfang liegen bislang keine genaueren Daten vor. Das Amt Seelow-Land gibt an, dass der ursprüngliche Bau im 13. Jahrhundert errichtet und im 14. Jahrhundert um den Kirchturm ergänzt wurde. Im Jahr 1391 ist mit „Petrus Rosenthal“ erstmals ein Pfarrer der Pfarrkirche (rector parrochialis ecclesie in Libenechyn), im Bistum Lebus gelegen, nachweisbar. Das Bauwerk wurde im Zweiten Weltkrieg durch Kampfhandlungen beschädigt und nach 1945 instand gesetzt. Dabei legten Handwerker kleinere Reste einer mittelalterlichen Wandmalerei an der südlichen Wand des Kirchenschiffs frei.

## Baubeschreibung

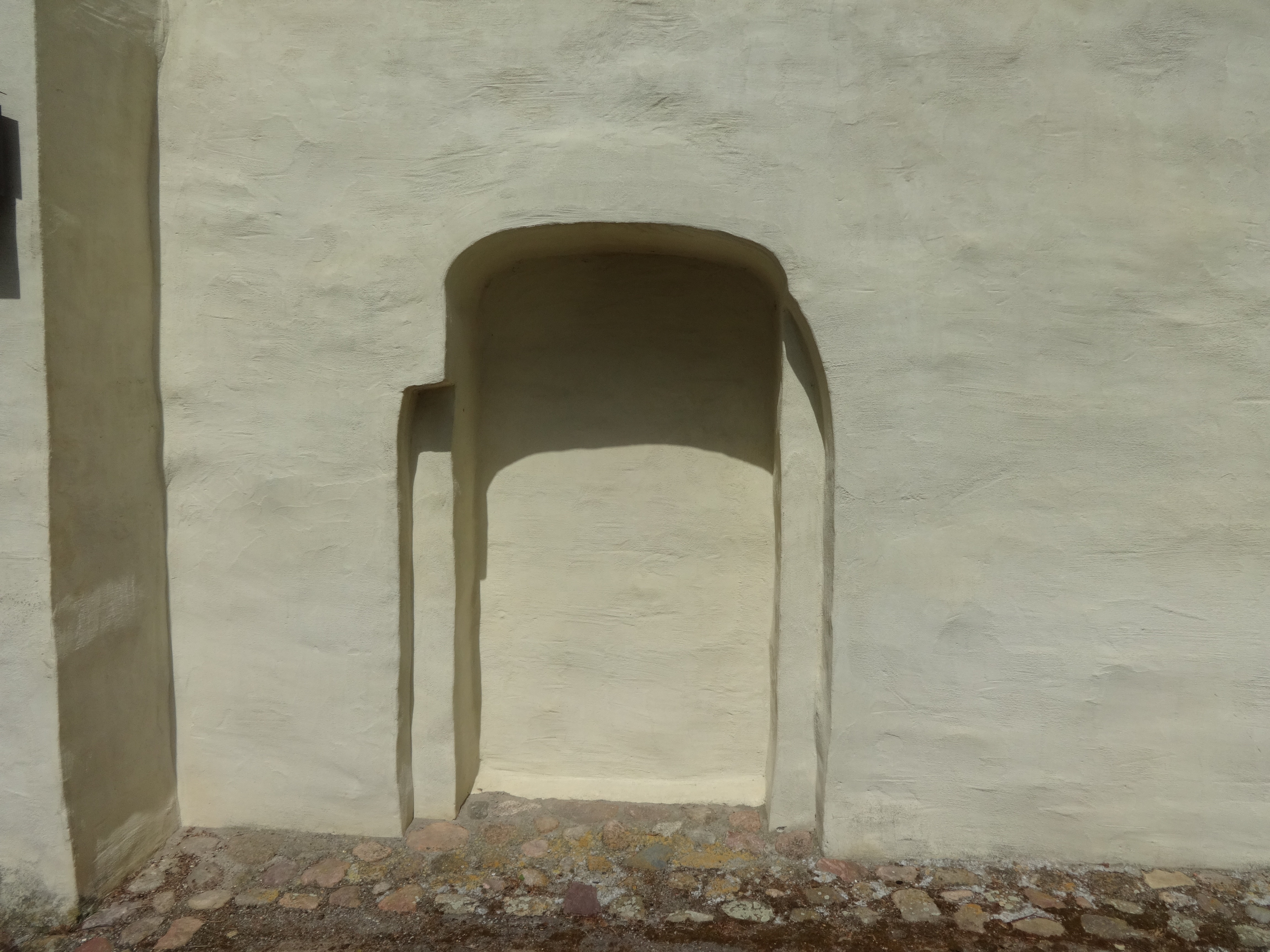
Reste einer vermutlich mittelalterlichen Priesterpforte am Chor

Der Chor ist rechteckig und gegenüber dem Kirchenschiff in seiner Breite leicht eingezogen. Die östliche Chorwand ist geschlossen. An der Nord- und Südseite ist je ein bienenkorbförmiges Fenster. An der Südwand befindet sich in Richtung Kirchenschiff weiterhin eine zugesetzte Priesterpforte. Wann und mit welchem Material diese verschlossen wurde, kann ohne eine genauere Betrachtung nicht gesagt werden. Allerdings sind noch Reste der ursprünglichen, spitzbogenförmigen Form erkennbar. Es ist daher möglich, dass sie noch vom Vorgängerbau stammt. Der Baukörper ist mit einem durchgängigen, hellen Putz versehen.
Nach Westen schließt sich das ebenfalls rechteckige Kirchenschiff an. Hier sind an jeder Seite dem Chor gleich gearbeitete zwei Fenster sowie an der Südseite eine weitere Pforte, die mit einer hölzernen Tür verschlossen ist. Das Kirchenschiff trägt ein schlichtes Satteldach, das mit rotem Biberschwanz gedeckt ist.
Im Westen erstreckt sich der Kirchturm, der quadratisch und leicht eingezogen ist. An seiner Westseite ist eine zweifach gestufte, spitzbogenförmige Pforte – auch dies ein Hinweis auf einen mittelalterlichen Vorgängerbau. Zwischen Turm und Schiff besteht keine Verbindung. Im mittleren Turmgeschoss ist an den drei zugänglichen Seiten je eine spitzbogenförmige, schmale Öffnung. Darüber sind an der Nord-, Süd- und Westseite je zwei gekuppelte, spitzbogenförmige Klangarkaden, die in eine gedrückt-segmentbogenförmige Blende eingearbeitet wurden. Von dieser Anordnung weicht die Ostseite ab. Hier sind je zwei eigenständig ausgeführte Klangarkaden, die jedoch ebenfalls in einer vertieften Blende ausgeführt wurden. Das Pyramidendach des Kirchturms wird von einer Turmkugel mit Wetterfahne und Stern gekrönt. Die Wetterfahne zeigt die Initialen F W von Friedrich Wilhelm I. Das legt die Vermutung nahe, dass er den Kirchenbau mitfinanziert haben könnte.

## Ausstattung
Die Ausstattung stammt im Wesentlichen aus der Bauzeit der Kirche; der Kanzelkorb aus der ersten Hälfte des 19. Jahrhunderts. Auf der westlichen Empore steht eine Orgel, deren Prospekt im Jahr 1806 aus der Kirche in Müllrose nach Libbenichen kam.
Im südwestlichen Bereich des Friedhofs steht ein Denkmal für die Gefallenen aus den Weltkriegen.